# Sabin (Vorname)
Sabin ist ein männlicher Vorname.

## Herkunft und Bedeutung
Die Herkunft des Namens ist lateinisch und stellt eine Kurzform des altrömischen Cognomens Sabinus dar.

## Namensträger
- Sabin, von 765 bis 766 der Herrscher über Bulgarien
- Sabin Berthelot (1794–1880), französischer Naturforscher und Ethnologe
- Sabin Carr (1904–1983), US-amerikanischer Leichtathlet
- Sabin Bălașa (1932–2008), rumänischer Maler, Filmemacher und Autor
- Sabin Ilie (* 1975), rumänischer Fußballspieler
- Sabin Tambrea (* 1984), deutscher Schauspieler
- Sabin Merino (* 1992), spanischer Fußballspieler